# TRIM5α
TRIM5α is een eiwit dat een rol speelt bij de aangeboren immuunafweer van de cel tegen retrovirussen. Daar waar dit eiwit juist het ziektebeeld van Hiv bij de mens verergert, heeft het bij apen een gunstig effect. Het bevindt zich op chromosoom 11 in het genoom.